# 電力座標

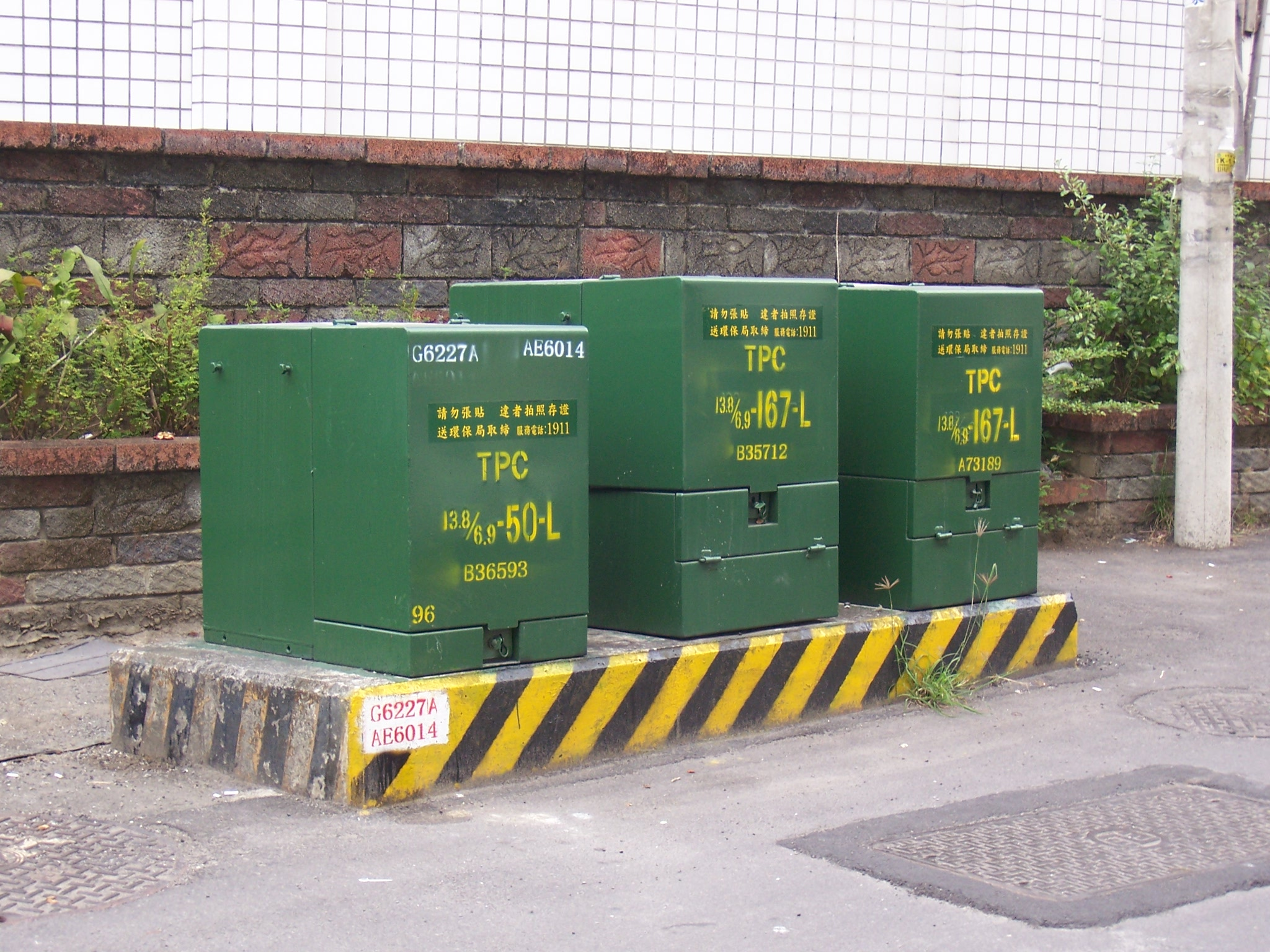
標記台灣電力公司電力座標的變壓設備，其基座左側漆之紅色號碼以及左箱首行白字（G6227A 和 AE6014），為電力座標

電力座標是台灣電力公司在電氣設備上的一種地理座標，其將TWD67座標（台灣的一種二度分帶横轴麦卡托投影座標）以特殊的方式編碼後形成。每組電力座標有雙排數字編號，在台電公司電線桿的標牌和配電箱上的漆字可見此組編號。在偏遠山區沒有地址處，若有迷路或事故，可用此通報以利救援。
臺電以外最早是由積丹尼推斷出其和TWD67座標的關連。

## 參閱
- 电线杆

## 外部連結
- https://service.taipower.com.tw/psvs1/tpcemap/ （页面存档备份，存于）
- http://wiki.osgeo.org/wiki/Taiwan_Power_Company_grid （页面存档备份，存于）
- 積丹尼網站 - 電力座標與2度TM座標的關係 （页面存档备份，存于）
- 上河圖網站 - 電力座標系統解讀 （页面存档备份，存于）
- 電力座標同好會 （页面存档备份，存于）
- 休息一夏- 用手機+電線桿找附近的景點- 最好的GPS（衛星導航）地圖...
- 電力座標轉TWD67、TWD97座標計算
- 自由時報
  - 電力座標救命GPS／山難迷路電線桿指引明路 （页面存档备份，存于）
  - 敏督利風災受困58人靠電力座標獲救 （页面存档备份，存于）